# تپه چم کبود
تپه چم کبود مربوط به دوره اشکانیان است و در شهرستان کوهدشت، بخش مرکزی، دهستان کوهدشت شمالی، روستای چم کبود واقع شده و این اثر در تاریخ ۲۸ اسفند ۱۳۸۵ با شمارهٔ ثبت ۱۸۸۴۰ به‌عنوان یکی از آثار ملی ایران به ثبت رسیده است.